# Club Deportivo Mineros de Guayana
A Associação Civil Mineros de Guayana, mais conhecida como Mineros de Guayana ou simplesmente Mineros, foi um clube de futebol profissional da Venezuela que joga na Primeira Divisão da Venezuela fundada em 20 de novembro de 1981 em Ciudad Guayana, no estado de Bolívar. As cores preto e azul identificam a equipe e jogam suas partidas no Cachamay Total Entertainment Center, que tem capacidade para 41.600 espectadores.
Em 5 de setembro de 1982, eles conseguiram ascender da Segunda Divisão em sua primeira temporada e de lá estão continuamente na categoria mais alta do futebol venezuelano. Sua única estrela foi obtida em 1989 ao vencer o título da Primeira Divisão na campanha 88-89. Outros prêmios nacionais são a Copa da Venezuela em 1985, 2011, a mais recente em 2017 e o Torneio Apertura de 2013.
Era um dos times de futebol mais importantes da Venezuela, especialmente graças às conquistas recentes. Além disso, era uma das poucas equipes do país que possuía sede própria para as categorias inferiores.

## Títulos
- Campeonato Venezuelano de Futebol: 1989
- Copa Venezuela: 2011 e 2017

## Uniforme
- Uniforme titular: Camisa com listras verticais pretas, brancas e azuis, calção preto e meias azuis.
- Uniforme reserva: Camisa branca com mangas pretas e listras azuis, calção branco e meias brancas.